# العشة (أسلم)

تعديل مصدري - تعديل

العشة هي إحدى قرى عزلة أسلم الشام بمديرية أسلم التابعة لمحافظة حجة، بلغ تعداد سكانها 368 نسمة حسب تعداد اليمن لعام 2004.